# Euphorbia foliolosa
Euphorbia foliolosa är en törelväxtart som beskrevs av Pierre Edmond Boissier. Euphorbia foliolosa ingår i släktet törlar, och familjen törelväxter. Inga underarter finns listade i Catalogue of Life.